# Aloha-Airlines-Flug 243

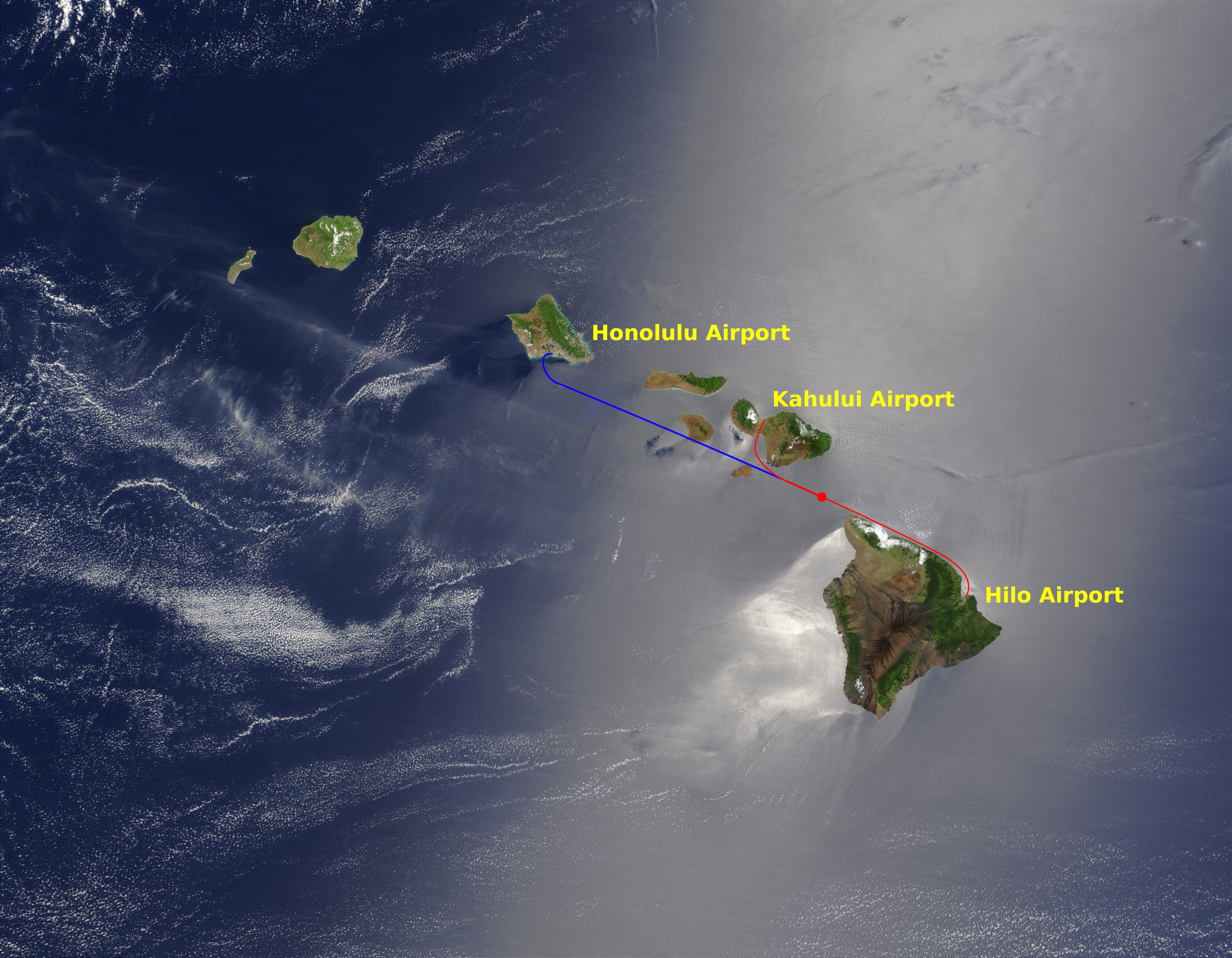
Route des Aloha-Airlines-Fluges 243

Der Aloha-Airlines-Flug 243 einer Boeing 737-200 sollte am 28. April 1988 von Hilo (Big Island) nach Honolulu (Oʻahu) in Hawaii führen. Nach dem Steigflug brach im vorderen Rumpfbereich ein Stück des oberen Rumpfes heraus. Es kam zu einer schlagartigen Dekompression, in deren Folge 65 Personen verletzt wurden und eine Flugbegleiterin aus dem Flugzeug herausgeschleudert wurde. Den Piloten gelang eine Landung auf dem Flughafen Kahului auf Maui.

## Ablauf
Das Flugzeug mit der Registrierungsnummer N73711 startete um 13:25 Uhr (HST) mit 89 Passagieren und sechs Besatzungsmitgliedern an Bord. Während des Starts und des Steigfluges wurden keine besonderen Vorkommnisse bemerkt.
Als das Flugzeug gegen 13:48 Uhr seine normale Reisehöhe von 24.000 ft (ca. 7.300 m) erreichte, riss ein kleiner Teil der oberen Rumpfschale ein. In den folgenden Minuten vergrößerte sich dieser Riss so weit, dass er zu einer Ablösung der kompletten Kabinendecke im Bereich zwischen Cockpit und Flügelvorderkante führte.
Das Ablösen der kompletten Kabinendecke führte zu einer schlagartigen Dekompression. Flugbegleiterin Clarabelle Lansing befand sich nach Passagierberichten auf Höhe der Reihe 5 und wurde durch den Sog aus dem Flugzeug gerissen – ihre Leiche wurde nie gefunden. Flugbegleiterin Jane Sato-Tomita befand sich vorne in der Kabine – sie wurde durch herumfliegende Teile verletzt und fiel zu Boden, wo sie von Passagieren bis zum Ende des Fluges festgehalten wurde. Flugbegleiterin Michelle Honda befand sich zwischen Reihe 15 und 16 – trotz ihrer Verletzungen war es ihr möglich, sich zwischen den Reihen zu bewegen, die Passagiere zu beruhigen und auf eine Notwasserung vorzubereiten.
Das Aufreißen der Decke verursachte weitere technische Probleme. Die Passagiere hatten keinen Notsauerstoff, da dieser bei diesem Flugzeugmuster durch den Unfall funktionsunfähig wurde. Auch die Funktechnik im Cockpit funktionierte nicht vollständig und eine der Fahrwerkanzeigen war ausgefallen. Die Notlandung fand um 13:58 Uhr auf dem Flughafen Kahului auf Landebahn 02 statt. Der Flughafen war zu jener Zeit auf eine Katastrophe dieser Art nicht vorbereitet – wegen der unzureichenden Anzahl von Krankenwagen wurde das anliegende Touristikunternehmen Akamai Tours angefunkt, mit möglichst vielen ihrer 15 Kleinbusse auszuhelfen, um Verletzte in das Krankenhaus zu transportieren. Unter den 89 Passagieren gab es 7 Schwerverletzte und 57 Leichtverletzte. Es blieb bei einem Todesfall.

## Nachspiel
Nach dem Vorfall begann das National Transportation Safety Board eine detaillierte Untersuchung. Es kam zu dem Ergebnis, Ursache sei Materialermüdung in Zusammenspiel mit Korrosion, begünstigt durch das maritime Klima, gewesen. Die Verklebung der Blechstöße war anscheinend unzureichend, somit konnte Wasser in die Spalte eindringen und die Korrosion beschleunigen (Spaltkorrosion). Der Volumenzuwachs der korrodierten Materialien belastete die Nietverbindungen zusätzlich.
Schlüsselfaktoren waren, dass das Flugzeug im extremen Kurzstreckenbetrieb zwischen den Inseln Hawaiis 89.680 Flüge mit insgesamt nur 35.496 Flugstunden absolviert hatte; zudem war es schon 19 Jahre alt. Da einige Aloha-Airline-Routen nur über eine kurze Strecke gingen, wurde nicht auf jedem dieser Flüge der maximale Differenzdruck von 7,5 psi (ca. 0,5 bar) erreicht. Somit war die Zahl der vollständigen Druckaufbau-Zyklen deutlich geringer als 90.000.
Als Konsequenz nahmen alle großen amerikanischen Fluggesellschaften ihre ältesten Flugzeuge aus dem Dienst und es wurden strengere Wartungskontrollen eingeführt. Zudem wurden die Forschungen zur Materialermüdung an Flugzeugen intensiviert. Boeing habe ab dem 292. Exemplar der 737-200 konstruktive Änderungen an den Verbindungen der Außenhaut vorgenommen.
Sowohl Kapitän Robert Schornstheimer (2005 in den Ruhestand gegangen) als auch seine Copilotin Madeline Tompkins, die bald darauf ihr Kapitänspatent erhielt, blieben bei Aloha Airlines. Kapitänin Tompkins wechselte nach der Insolvenz der Aloha Airlines 2008 zur Hawaiian Airlines. 
Der Vorfall wurde verfilmt und erschien 1990 in Deutschland als „Katastrophenflug 243“.
In der 1. Folge der 3. Staffel der kanadischen Dokumentarserie Mayday – Alarm im Cockpit wurde der Unfall als Hanging by a Thread in englischer Sprache und als Am seidenen Faden auf Deutsch verfilmt. In nachgestellten Szenen, Animationen sowie Interviews mit Hinterbliebenen und Ermittlern wurde über die Vorbereitungen, den Ablauf und die Hintergründe des Fluges berichtet.

## Alternative Unfallerklärung
Matt Austin, ein Ingenieur mit dem Spezialgebiet Druckkessel, entwickelte eine alternative Unfallerklärung, da er der Meinung war, dass Ermüdungsrisse alleine nicht dieses Schadensbild hätten hervorrufen können. Im Falle einer Rissbildung dürfe sich bauartbedingt (durch Verstärkungen, die Risse stoppen bzw. umlenken) kein so großes Stück des Rumpfes ablösen, sondern sich nur ein etwa 25 cm × 25 cm großes Loch bilden, das die strukturelle Stabilität des Rumpfes nicht beeinträchtige und nur einen Druckabfall verursache. Genau dies sei auch geschehen; dann sei die Flugbegleiterin Lansing durch den explosiven Druckabfall (hierbei entwich die Luft mit etwa 1000 km/h durch das 25 cm × 25 cm große Loch) in das Loch gezogen worden und habe es „verstopft“. Dadurch sei ein Druckstoß entstanden, der dann die Rumpfbeplankung großflächig abgerissen habe. Diese Hypothese wird sowohl von Blutspuren an der Rumpfaußenseite des Flugzeugs als auch von Aussagen Überlebender gestützt. Das NTSB verneinte die Relevanz dieser These bei diesem Unfall.

## Gedenken
Die bei dem Unfall aus dem Flugzeug geschleuderte Flugbegleiterin Lansing wurde trotz mehrtägiger Suche der United States Coast Guard nicht gefunden. Zu ihrem Gedenken wurde 1995 ein Garten am Flughafen Honolulu angelegt.

## Ähnliche Flugunfälle
- Far-Eastern-Air-Transport-Flug 103
- British-European-Airways-Flug 706
- Japan-Air-Lines-Flug 123
- China-Airlines-Flug 611